# Houttuynia cordata

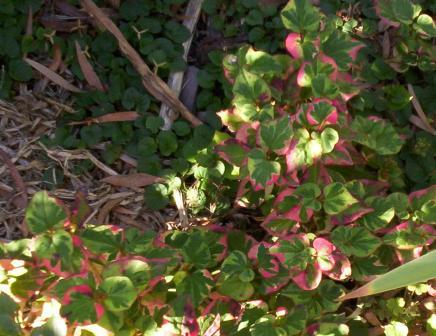
Houttuynia cordata (cultivar 'Chameleon', um dos mais expandidos na Europa).

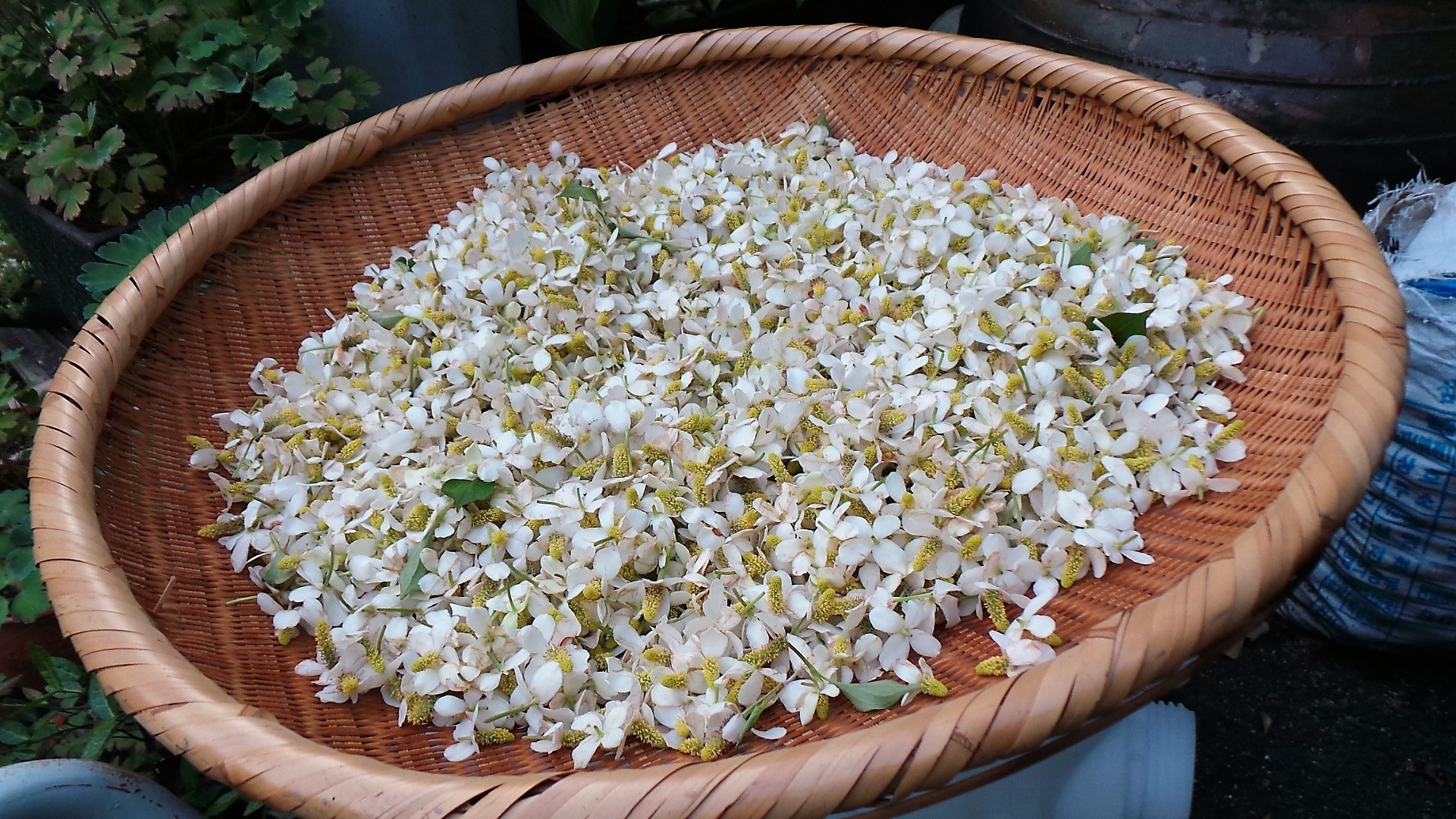
Flores de Houttuynia cordata num sokuri a serem preparadas para produzir a tisana conhecida por yakmomil-kkot-cha (chá floral).

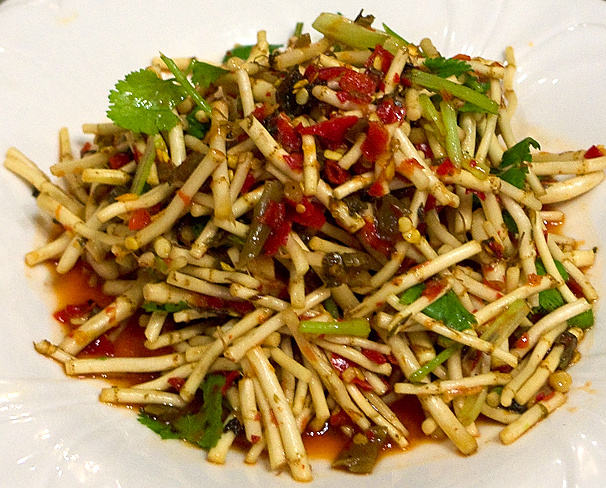
O zhe'ergen é frequentemente servido como uma salada fria, depois de ter sido lavado, cortado e misturado com molhos derivados de vinagre, chili, coentros e molho de soja.

Houttuynia cordata é uma espécie de plantas com flor, pertencente à família Saururaceae, nativa do Sudeste Asiático. É uma planta herbácea perene, com folhas em forma de coração, que cresce em tufos em locais húmidos e sombrios e tem um odor caraterístico derivado da forte presença de aldeídos. A espécie é usada em medicina popular, para tisanas e para fins culinários. O nome genérico é uma homenagem a Martinus Houttuyn. 

## Descrição
Houttuynia cordata é uma planta herbácea, perene, que pode crescer até 0,6 a 1,0 m de altura, espalhando-se até 1 m em torno do seu caule principal. A parte proximal do caule é rastejante e produz raízes adventícias, enquanto a parte distal do caule cresce verticalmente. O caule acima do solo é arroxeado, oblíquo e ereto, sem tricomas ou com poucos tricomas, com folhas esparsamente alternas.
Células oleíferas, células secretoras e pêlos glandulares estão presentes em todo o corpo da planta e pensa-se que produzem aldeídos, cetonas, flavonoides, compostos fenólicos e taninos como defesa contra predadores e micróbios parasitas.
As folhas alveolares membranosas, alternas, em forma de coração (cordadas) e ápice obtuso, com 4-9 cm de comprimento e 3-8 cm de largura, com pontos glandulares, verde escuro sem brilho, muitas vezes arroxeadas, especialmente na parte inferior. Venação da folha palmada, 5-7, com pecíolo com 1-3,5 cm de comprimento, sem pêlos. As folhas estaão presas à base do pecíolo, embainhando o caule e envolvendo inicialmente os rebentos.
A época de floração é entre o início do verão e o verão (maio-agosto). Os caules das inflorescências, com 1-5 cm de comprimento, estendem-se a partir das axilas das folhas no topo do caule ou na parte superior do caule e são pontuados por pequenas flores densamente agrupadas em inflorescências amentiformes com 1-3 cm de comprimento (as flores florescem por ordem a partir da parte inferior). Na base da inflorescência encontram-se quatro (raramente cinco, seis ou sete) brácteas oblongas a ovóides, de 1-2 cm de comprimento, brancas, em forma de cruz (que parecem "pétalas", de modo que toda a inflorescência parece uma única flor). Estas brácteas envolvem toda a inflorescência quando em botão.
Na base de cada flor existe uma pequena bráctea linear (bracteola), embora em algumas variedades hortícolas esta bráctea seja branca e alargada como a bráctea mais baixa. 
As flores individuais são amarelo-esverdeadas e não têm perianto (sépalas e pétalas), sendo compostas por um pistilo e um estame. Os estames são em número de 3-8, as anteras são amarelas conspícuas, e os fios florais são alongados e unidos na base ao pistilo. O pistilo é constituído por um cotilédone superior, 3 ou 4 pericarpos, coalescendo para formar um meristema lateral de uma única câmara, cada meristema com 6-8 hipocótilos. Pistilos 3 ou 4, brancos, recurvados.
Os frutos são cápsulas subglobosas, com 2-3 mm de comprimento, fendidas entre as colunas florais abaxiais. Sementes ovóides, com cerca de 0,5 mm de comprimento, castanhas.
As variedades cultivads japonesas não se reproduzem sexualmente e pensa-se que os hipocótilos se transformam assexuadamente em sementes (formação assexuada de sementes). Também se reproduzem frequentemente de forma assexual, por exemplo, através da fragmentação do caule subterrâneo.
Foram registadas grandes variações no número de cromossomas, incluindo 2n = 24, 52-56, 72, 80, 96, 100-104, 112 e 128. O dokudami (2n = 96), a variedade cultivada que é comum no Japão, é por vezes considerado triploide, mas estes números cromossómicos também sugerem que é dodecoplóide (número cromossómico básico x = 8).
O odor específico dos caules e folhas frescos acima do solo é derivado dos componentes do óleo essencial presente, especialmente de aldeídos alifáticos como o decanoil acetaldeído e o lauril aldeído, compostos que têm propriedades antimicrobianas, mas são voláteis e, por conseguinte, perdem-se no produto seco. As folhas do caule e as inflorescências também contêm flavonoides como a quercetina, a quercitrina, a isoquercitrina, a afzerina, a hiperina, a rutina ou os seus glicosídeos que também estão presentes. A planta é rica em potássio.
A espécie é considerada uma planta invasora devido à sua capacidade de fazer crescer rizomas a partir de qualquer segmento, pois é altamente prolífica e reproduz-se mesmo a partir de caules subterrâneos partidos, pelo que, se não for controlada, alastra rapidamente e não permite o crescimento de outras ervas daninhas. É considerada uma erva daninha difícil de controlar devido ao seu forte odor e à infestação por caules subterrâneos em crescimento.

## Cultivo
A Houttuynia cordata cresce em solo húmido a molhado ou ligeiramente submerso em água, desde que esteja exposto parcial ou totalmente ao sol. Pode tornar-se invasora em jardins e difícil de erradicar, uma vez que as raízes são profundas e espalham-se ativamente. Propaga-se facilmente por divisão.
Encontra-se geralmente numa das suas formas cultivadas em jardins temperados. A variedade 'Chameleon' (sinónimo de Houttuynia cordata, 'Court Jester', 'Tricolour' e 'Variegata') é ligeiramente menos vigorosa do que a espécie-mãe, com folhas mais atarracadas e mosqueadas de amarelo e vermelho. Uma outra variedade comum, a 'Flore Pleno', tem massas de brácteas brancas e mantém o vigor da espécie-mãe.
A Houttuynia cordata está naturalizada na América do Norte.

## Uso
Para além de usos em medicina tradicional e ervanária, a planta tem um perfil aromático complexo que a torna atrativa para diversos usos culinários e na preparação de tisanas. Os compostos químicos que contribuem para o aroma da H. cordata incluem o β-mirceno e 2-undecanona.

### Uso culinário
A espécie é vulgarmente cultivada como uma hortaliça e é utilizada como uma erva fresca guarnição. A folha tem um sabor invulgar devido ao seu óleo volátil houttuynina (o nome comum do composto decanoil-acetaldeído), um sabor que é frequentemente descrito como "a peixe", o que lhe valeu a alcunha de hortelã-peixe.

No nordeste da Índia, as folhas são normalmente utilizadas em saladas, salsas, ou cozinhadas com outros legumes, e como guarnição de pratos de acompanhamento. As raízes tenras também podem ser moídas em chutney, juntamente com carne ou peixe secos, malaguetas e tamarindo. É consumido cru como salada e cozinhado juntamente com peixe como caril de peixe. No Japão e na Coreia, as folhas secas podem ser usadas como tisanas, que se acredita ter propriedades curativas. É chamado dokudami-cha (どくだみ茶) no Japão e eoseongcho cha (어성초차) na Coreia.
Na cozinha vietnamita, a planta é chamada diếp cá e é utilizado com carnes grelhadas e pratos de salada de massa. A hortelã-peixe pode ser utilizada como guarnição em vários pratos vietnamitas, tais como gỏi cuốn, carne de vaca frita com salada de peixe e hortelã, e bánh xèo.
Zhé'ěrgēn (chinês: 折耳根, "raiz da orelha partida") é o rizoma comestível de Houttuynia cordata (yúxīngcǎo; 魚腥草; "erva com cheiro a peixe") com um sabor fresco, picante e apimentado que é utilizado na cozinha do sudoeste da China, ou seja, na cozinha de Guizhou, Sichuan, Yunnan e da parte ocidental de Guangxi. Normalmente, as folhas são consumidas em Sichuan e a raiz em Guizhou. O zhé'ěrgēn frito com barriga de porco curada, produtos localmente conhecido por larou (chinês: 臘肉), é um dos pratos básicos de Guizhou.
Utilizações notáveis incluem:
- parte da extensa cozinha de arroz frito de Guizhou;
- como condimento para as massas "migan" e "mixian" quando servidas em caldo;
- como componente de molhos utilizados na tradição de tofu grelhado de Shiping e Jianshui;
- consumo cru como parte de saladas frias, quando é mais frequentemente combinado com coentros, vinagre, pimenta malagueta fresca e molho de soja.

As folhas são também um pouco apimentadas e são frequentemente consumidas em fresco na região.

### Medicina tradicional
A Houttuynia cordata foi utilizada na medicina tradicional chinesa, incluindo por cientistas chineses numa tentativa de tratar SARS e várias outras doenças, embora não exista investigação clínica de alta qualidade que confirme que tais utilizações são seguras ou eficazes. Quando administrada por injeção, a H. cordata pode causar reacções alérgicas graves.